# Поребер
Поребер (словен. Poreber) је насељено место у општини Камник, Средњесловенска регија, Словенија.

## Историја
До територијалне реорганизације у Словенији био је у саставу старе општине Камник.

## Становништво
У попису становништва из 2011. године, Поребер је имао 179 становника.
| Број становника према пописима | Број становника према пописима | Број становника према пописима |
| ------------------------------ | ------------------------------ | ------------------------------ |
| 1991                           | 2002                           | 2011                           |
| 136                            | 160                            | 179                            |

Напомена: Године 2011. извршена је мала размена територија између насеља Поребер, Сотеска и Хриб при Камнику.